# Коновницын, Алексей Иванович
Граф Алексей Иванович Коновницын (30 марта [11 апреля] 1855, Санкт-Петербургская губерния, Российская империя — 12 февраля 1919, Гдов, РСФСР) — один из организаторов и руководитель Одесского отделения и член Главного Совета «Союза русского народа» (СРН).

## Биография
Младший сын И. П. Коновницына. Родился 30 марта (11 апреля) 1855 года в родовом имении Кярово в Гдовском уезде Санкт-Петербургской губернии.
После окончания Морского кадетского корпуса служил на кораблях Черноморского флота; во время русско-турецкой войны 1877—1878 гг. служил на пароходе «Веста» и был награждён орденом Св. Станислава 3-й степени с мечами. В 1880 году в чине лейтенанта флота вышел в отставку.
В период 1881—1891 годов был Васильковским уездным предводителем дворянства. Затем был земским начальником Праснышского уезда Плоцкой губернии Царства Польского, но в августе 1903 года ему было предложено подать в отставку, поводом к которой стали подозрения в финансовых нарушениях, которые не были доказаны. Переехав в Одессу, стал служить секретарём директора Русского общества пароходства и торговли.
После знакомства в 1905 году, в Санкт-Петербурге, с А. И. Дубровиным, граф Коновницын занялся организацией в Одессе, совместно с педагогом Н. Н. Родзевичем и Б. А. Пеликаном, отдела «Союза русского народа» (открыт 4 февраля 1906 года). По его инициативе была учреждена газета «Русская речь», ставшая ведущим монархическим органом на юге России. Он был участником четвёртого Всероссийского съезда русских людей, состоявшегося 26 апреля — 1 мая 1907 года в Москве. Выступив на секции, посвященной вопросам общественной безопасности, он предложил разоружить евреев и еврейские отряды самообороны и легализовать русские отряды самообороны. Свою позицию по отношению к революционерам он выразил в открытом письме:

…Если же впредь какой-нибудь подлец из этой гнусной компании дерзнет только напасть, с целью лишить жизни, на кого-либо из членов Союза Русского Народа, или же на кого-либо из правительственных должностных лиц, или мирных жителей, то раз он очутился в руках членов Союза Русского Народа, в силу права самозащиты на месте будет уничтожен. Что же касается меня, то если Господу Богу угодно будет, чтобы я погиб от руки злодея, то завещаю всему Русскому Народу тотчас же после моей смерти беспощадно уничтожать сотнями и даже тысячами революционеров, которые пока почти безнаказанно наводят страх и ужас на все малодушное мирное русское население под флагом освободительного движения. Нужно помнить русскую пословицу «Клин клином вышибают»
24 августа 1907 в газете «За Царя и Родину» А. И. Коновницын опубликовал воззвание к евреям, в котором призвал их принести публичное покаяние русскому народу, предать торжественному проклятию виновников революции и объединиться в союз под знаменами «Союза Русского Народа». За «распространение национальной вражды» издание газеты было приостановлено с 25 по 31 августа. В начале 1908 года Коновницын обвинил одесского градоначальника И. Н. Толмачева в травле отдела СРН и себя лично.
В 1910 году А. И. Коновницын перебрался в Санкт-Петербург, где активно участвовал в развернувшейся внутренней борьбе, завершившейся расколом СРН, на стороне Н. Е. Маркова и своего старшего брата Э. И. Коновницына; 26 ноября 1914 года, вместо переведённого на Томскую кафедру епископа Анатолия Каменского, А. И. Коновницын был избран членом Главного Совета СРН.
В 1915 году, после смерти старшего брата Э. И. Коновницына, он переехал в родовое имение Кярово и был избран предводителем Гдовского дворянства; одновременно его избрали председателем Гдовского отдела СРН.
В 1912 году, к столетию Отечественной войны, вышла книга А. И. Коновницына «Подвиги славных предков в годину Отечественной войны». В предисловии к книге он написал:

… за пережитое столетие после Отечественной войны расшатались устои русской жизни. Внутренний враг: евреи, масоны и космополиты, стремящиеся ныне погубить Россию и уничтожить её государственный уклад, куда сильнее и опаснее Наполеона, а потому борьба с ними будет крайне тяжелою и чреватою последствиями. Вера наших предков, вера православная, этот главный оплот русского человека, ныне поколеблена в народе и, главным образом, среди интеллигенции и заменена или неверием, или равнодушием к вере, а чувство патриотизма, любви к отечеству заменилось каким-то космополитизмом, отвергающим всякое отечество и любовь к своей родине. Ныне на Руси идет усиленная борьба, имеющая целью заменить Самодержавие Русского Царя конституцией или народовластием <…> Все это привело нашу страну к какой-то анархии, грозящей гибелью России, если русские люди не встрепенутся. Поэтому в защиту своего отечества, лучшие люди русской земли, потомки славных героев-богатырей должны вступить в борьбу с внутренними врагами России и, по примеру прошлого, выступить в полном между собою единомыслии, имея путеводной звездой жизнь и деятельность достойных своих предков.

В мае 1917 года был арестован, затем отпущен и вновь арестован, уже большевиками, вместе с сыном Николаем — в 1918 году. 12 февраля 1919 года расстрелян в Гдове.

## Сочинения
- Подвиги славных предков в годину Отечественной войны: 1812—1912. — СПб., 1912.

## Семья
Был дважды женат:
- Первая жена — Софья Фёдоровна Шидловская; у них дети: Екатерина (1881-?), Фёдор (26.12.1882[2]—30.03.1883) и Алексей (1885—195?).
- Вторая жена — Софья Оскаровна фон Папенгут (1866—1962); их дети: Наталья (1895—1990), Николай (1897—1982), Татьяна (1899—1955), Пётр (1901—1965), Александр (1905—1998).